# Trap (żegluga)

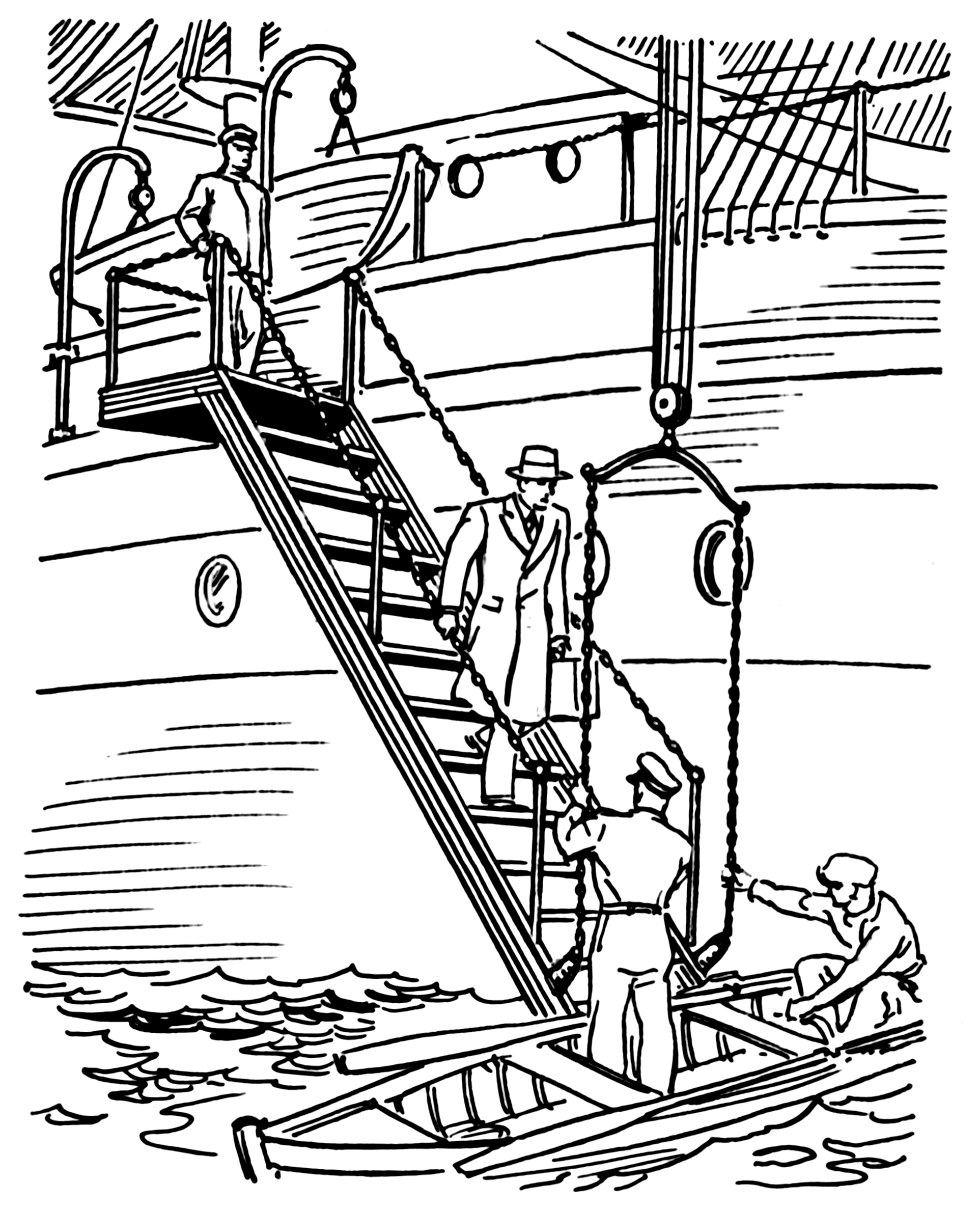

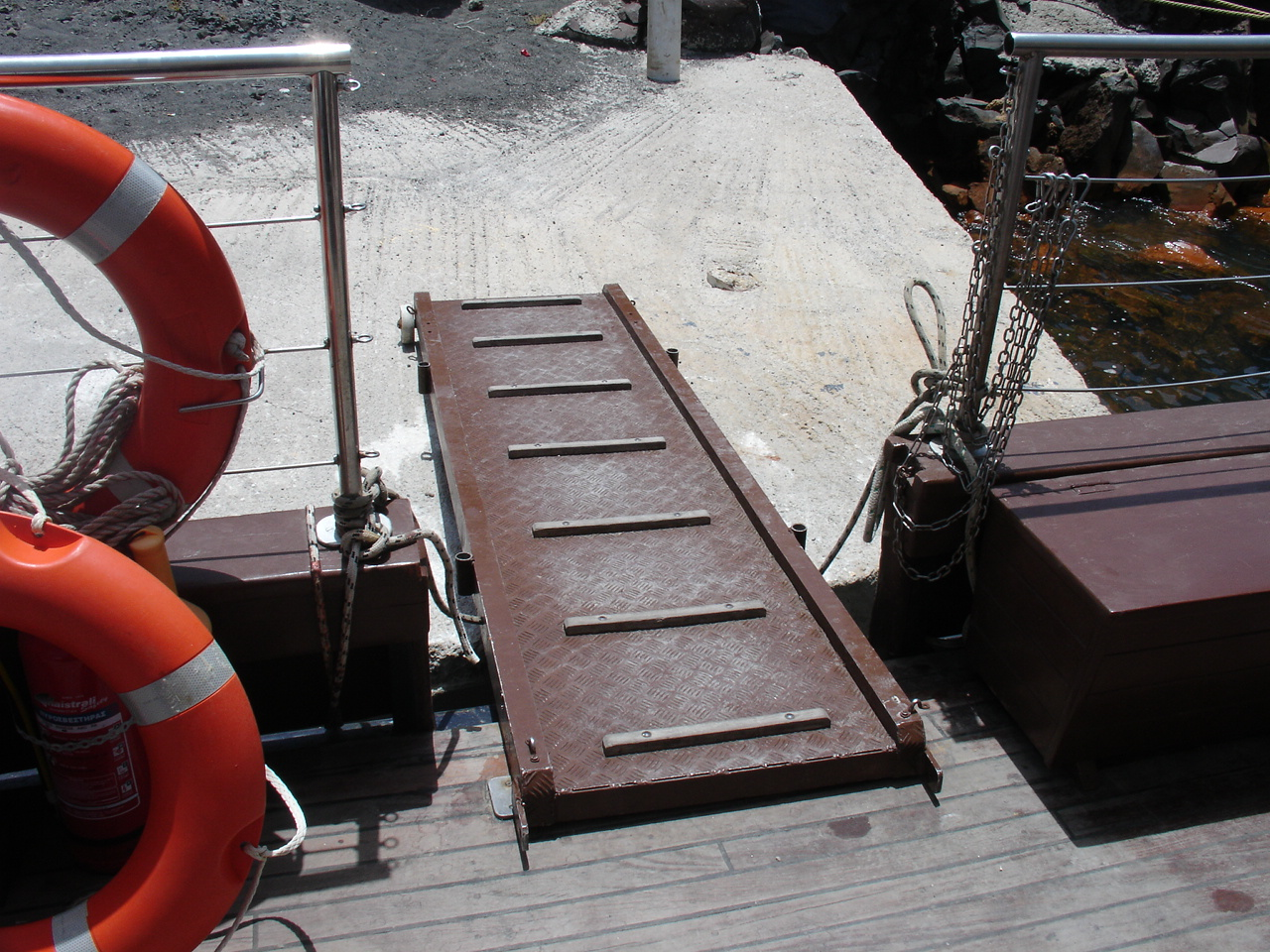
Trap

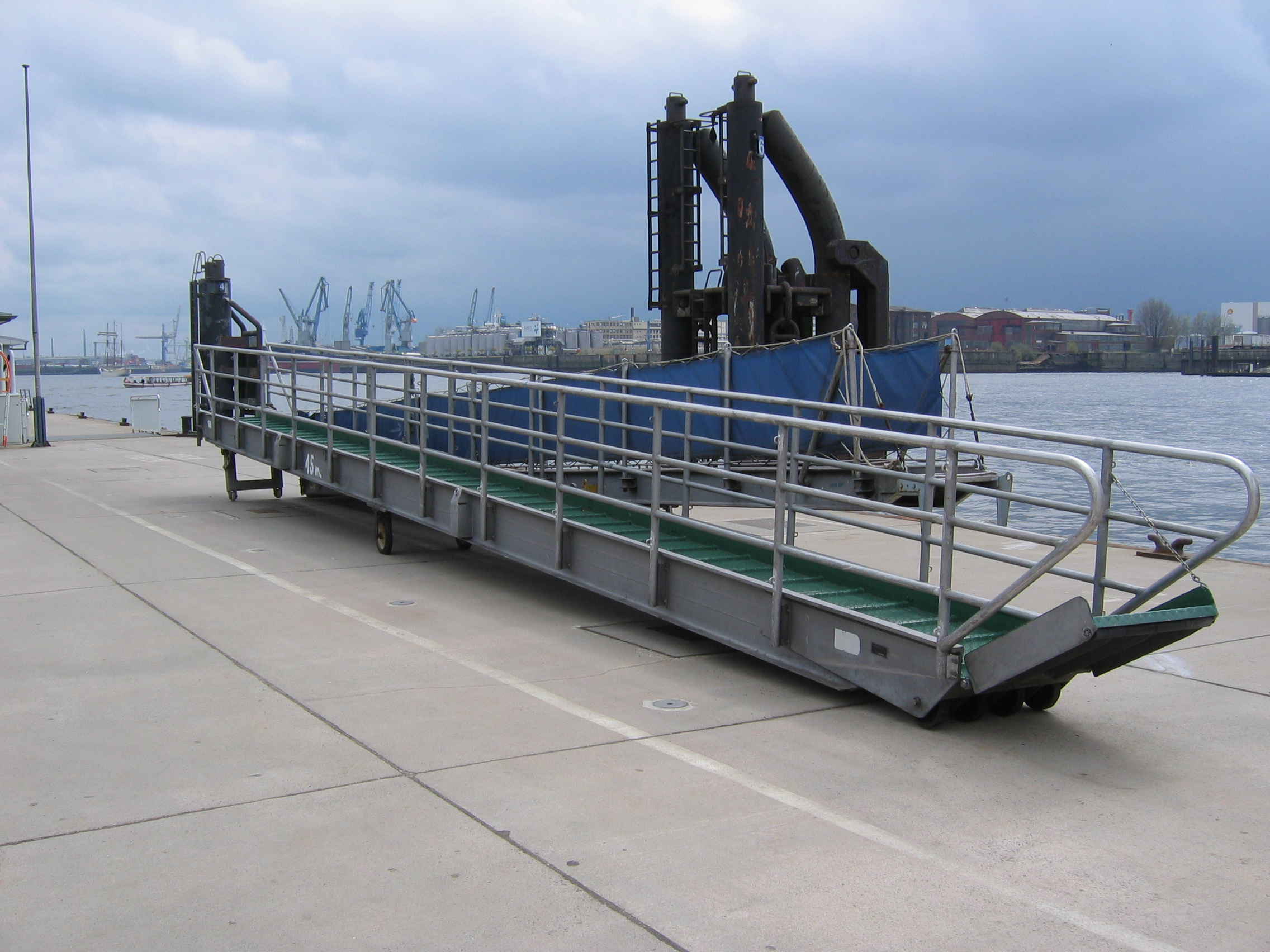
Trap statku handlowego wyciągnięty na nabrzeże

Trap (ang. accommodation ladder) – skośnie zawieszone wzdłuż burty statku składane schody służące do komunikacji na drodze statek ↔ nabrzeże lub (zwłaszcza podczas postoju na kotwicy) statek ↔ inna jednostka pływająca.
Trap zawieszany jest na żurawiku trapowym, a w czasie ruchu statku podnoszony i składany przy burcie. Ponieważ odległość między pokładem, do którego zamocowany jest górny podest trapu, a nabrzeżem jest różna przy różnych nabrzeżach i zmienia się w zależności od stanu załadowania statku i pływów, trapy mają układ zapewniający poziome położenie stopni przy każdym nachyleniu trapu. Trap zwykle wyposażony jest w liny poręczowe bądź barierki. Kółka na końcu trapu umożliwiają jego posuwisto-zwrotny ruch po nabrzeżu podczas ruchów jednostki wywołanych przez fale. 
W przypadku małych jednostek pływających trap to wąska kładka (ang. gang-plank, gangway) pomiędzy pokładem a nabrzeżem.